# St. Briktius (Oekoven)

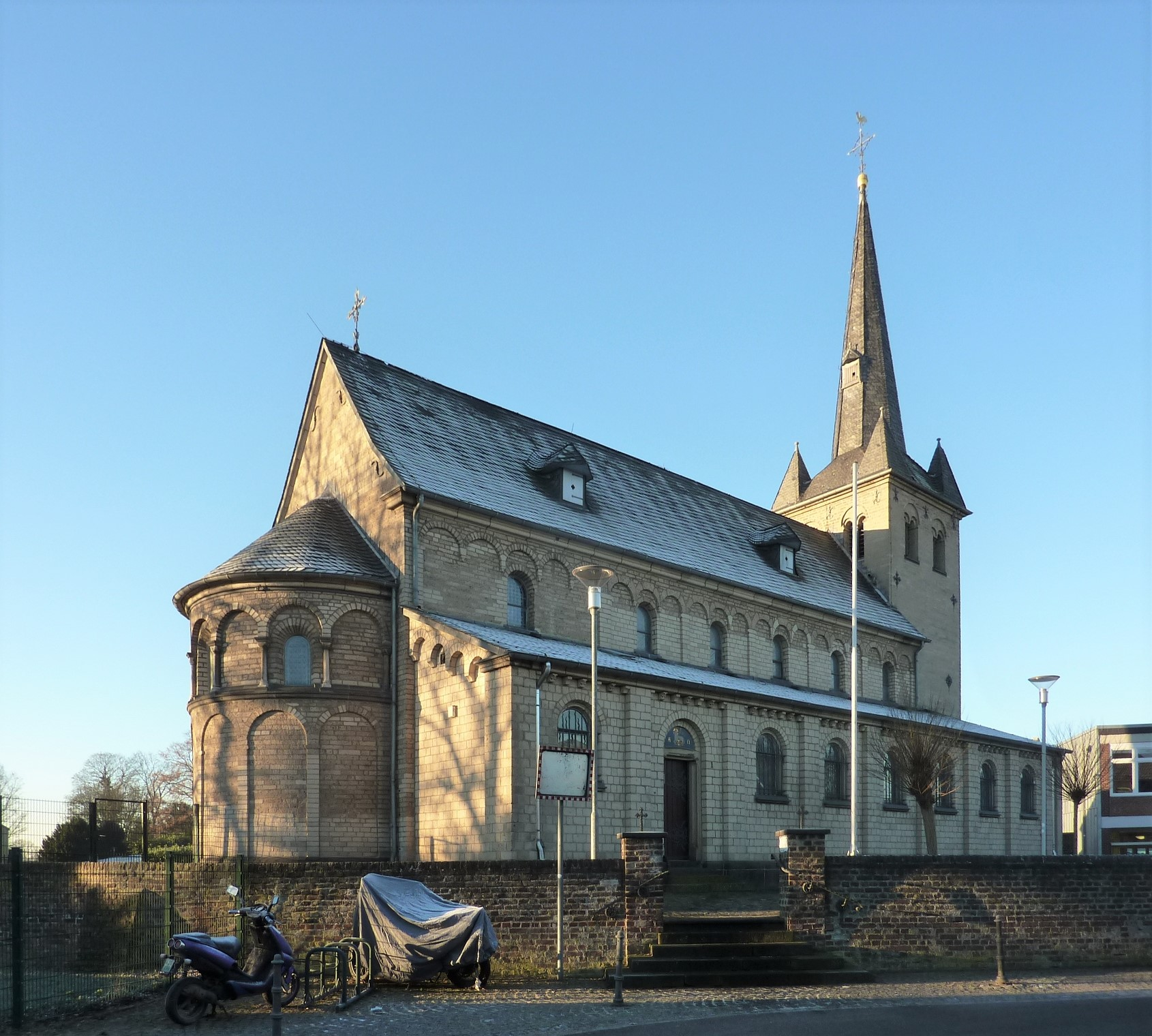
St. Briktius

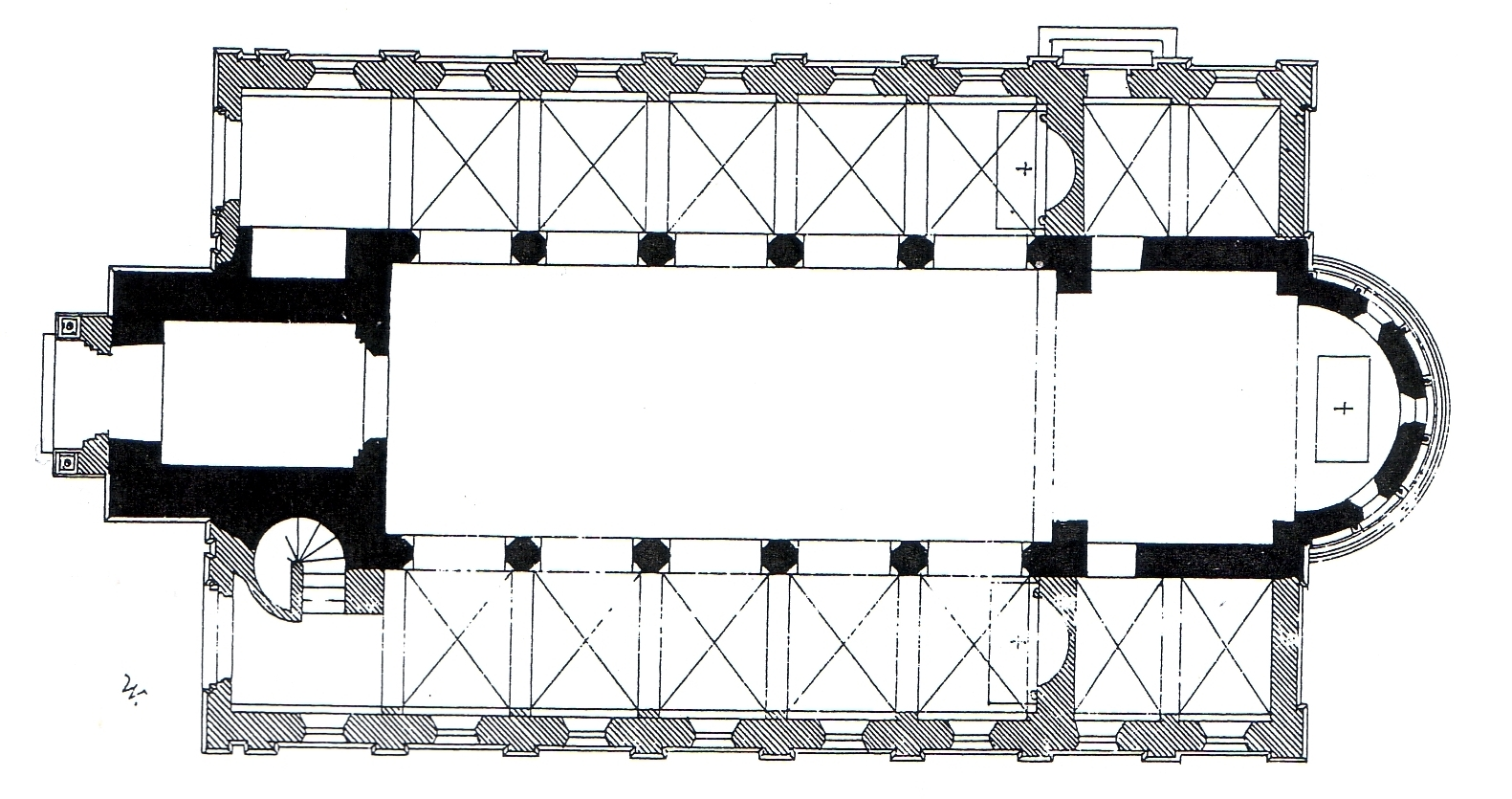
Grundriss 1897

Die romanische Pfeilerbasilika St. Briktius ist die römisch-katholische Pfarrkirche von Oekoven, einem Ortsteil von Rommerskirchen im Rhein-Kreis Neuss. Sie ist dem heiligen Brictius von Tours gewidmet.

## Geschichte
Die dreischiffige romanische Pfeilerbasilika St. Briktius wird in das 12. Jahrhundert datiert, die älteste urkundliche Erwähnung des Gotteshauses ist eine Urkunde des Papstes Honorius III. von 1223, in der dieser dem Kölner Stift St. Gereon den Besitz der Kirche und des Fronhofs zu Oekoven bestätigt. 1287 wurde Oekoven erstmals als Parochie bezeichnet.
Turm, Mittelschiff und Apsis der heutigen Kirche stammen aus der Erbauungszeit des 12. Jahrhunderts. Im 16. Jahrhundert wurden die Seitenschiffe verändert, im 17. Jahrhundert wurden sie mit Kreuzgewölben überspannt. In den Jahren 1877 bis 1880 wurden durch den Kölner Architekten August Carl Lange die späteren Umbauten beseitigt und durch ihn eine Niederlegung der Seitenschiffe veranlasst. Sie wurden in neoromanischen Formen neu aufgeführt und dem Stil des Originalbaues angepasst.